# 阿尔维尼亚
阿尔维尼亚（法語：Arvigna，法語發音：[aʁvinɑ̃]）是法国阿列日省的一个市镇，属于帕米耶区。

## 地理
阿尔维尼亚（43°3'39"N, 1°44'10"E）面积8.6 平方千米，位于法国奧克西塔尼大區阿列日省，该省份为法国西南部内陆省份，西部和北部与上加龙省接壤，东临奥德省，东南至东比利牛斯省接壤，南与安道尔和西班牙接壤。
与阿尔维尼亚接壤的市镇（或旧市镇、城区）包括：卡尔藏、库萨、莱西萨尔、马莱翁、莱皮若勒、里约克罗斯、塞居拉、维拉。

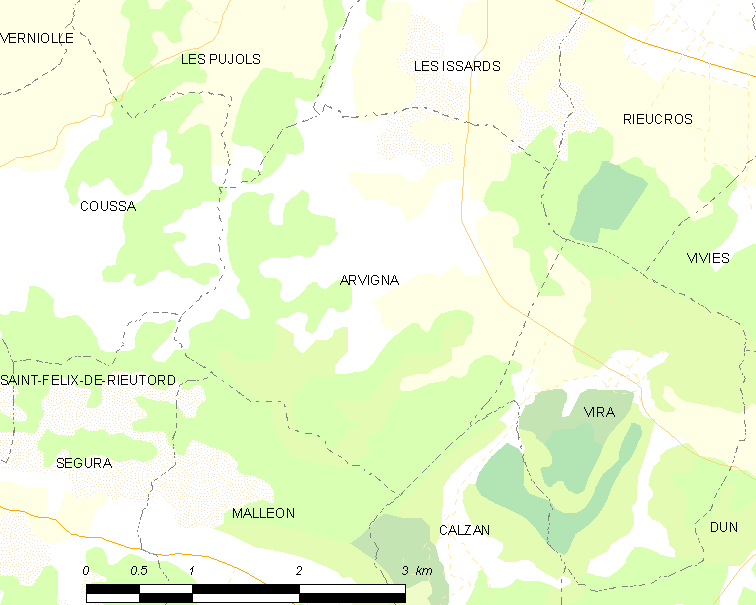
阿尔维尼亚的OSM定位图

阿尔维尼亚的时区为UTC+01:00、UTC+02:00（夏令时）。

## 行政
阿尔维尼亚的邮政编码为09100，INSEE市镇编码为09022。

## 政治
阿尔维尼亚所属的省级选区为帕米耶第二县。

## 人口

1962-2008年间阿尔维尼亚人口变化图示

阿尔维尼亚于2022年1月1日时的人口数量为237人。